# Méduse (navire)
Pour les articles homonymes, voir méduse.
 (mars 2016).
La Méduse est une frégate française rendue célèbre par son naufrage le 2 juillet 1816 lorsqu’elle s’échoue sur les hauts-fonds du banc d’Arguin, à une trentaine de milles des côtes de l'actuelle Mauritanie, provoquant la mort de plus de 150 personnes. 
Tandis que la majeure partie des passagers et de l’équipage embarque à bord de chaloupes et rejoint la côte désertique ou le port de Saint-Louis, 17 personnes restent dans l'épave — 14 y décèderont — et 147 autres se trouvent abandonnés dans l’Atlantique sur un radeau de fortune. L'errance du radeau dure treize jours et provoque la mort de 137 naufragés.
Cette catastrophe provoque un scandale retentissant dans la France du début de la Restauration. L’épisode des naufragés du radeau est rapidement illustré par un célèbre tableau de Théodore Géricault, achevé en 1819, Le Radeau de la Méduse. Celui-ci est exposé au musée du Louvre depuis 1824.

## LaMédusede 1810 à 1815
La frégate la Méduse est l'objet d'un contrat du 11 mars 1807 entre l'État et la société Michel Louis Crucy, établie à Paimbœuf (Loire-Inférieure). 
Elle est construite au début des années 1800 ; la coque est lancée le 1er juillet 1810. Le 26 septembre, le navire passe devant Saint-Brevin-les-Pins, à l'extrémité de l'estuaire de la Loire surveillé par une flottille anglaise basée à Hœdic. La Méduse, commandée par Joseph François Raoul, réussit à quitter l'estuaire le 28 décembre, en même temps que la frégate la Nymphe, construite à Basse-Indre sur un autre chantier Crucy.
Compte tenu du destin ultérieur de la Méduse, ont été rapportées quelques légendes prémonitoires. Dans son ouvrage La Commune et la Milice de Nantes, Camille Mellinet évoque la « tristesse inexplicable » marquant la cérémonie du lancement de la coque. En voyant sculpter la figure de proue, un matelot aurait dit : « V'là une mauvaise tête, qui nous portera malheur ».
La première mission des deux frégates (la Méduse et la Nymphe) est de transporter à Batavia, dans les Indes néerlandaises, le gouverneur local ainsi que son état-major et des soldats. La mission réussit mais n'empêche pas la prise de Batavia par les Britanniques. Les deux frégates regagnent Brest en décembre 1811. Le rapport de Raoul sur la Méduse est dans l'ensemble favorable. Le commandement du navire passe ensuite à François Ponée qui en est aussi satisfait.
En novembre 1813, la Méduse et la Nymphe partent pour une campagne de course dans l'Atlantique. Elles sont de retour en janvier 1814.
Après la première abdication de Napoléon en 1814, la Méduse, commandée par le chevalier de Cheffontaines, effectue une rotation aux Antilles ; elle est de retour à l'île d'Aix le 20 février 1815, puis subit un carénage à Rochefort. Ponée en reprend le commandement pendant les Cent-Jours. Le navire est toujours à Rochefort lorsqu'après Waterloo, Napoléon y vient le 8 juillet, envisageant un départ en Amérique sur la frégate Saale, elle aussi présente à Rochefort. Finalement, Napoléon abandonne son projet de fuite et, le 15 juillet, il se rend à bord du HMS Bellerophon, déclarant « [s'y] mettre sous la protection des lois d'Angleterre ».

## Le naufrage (1816)

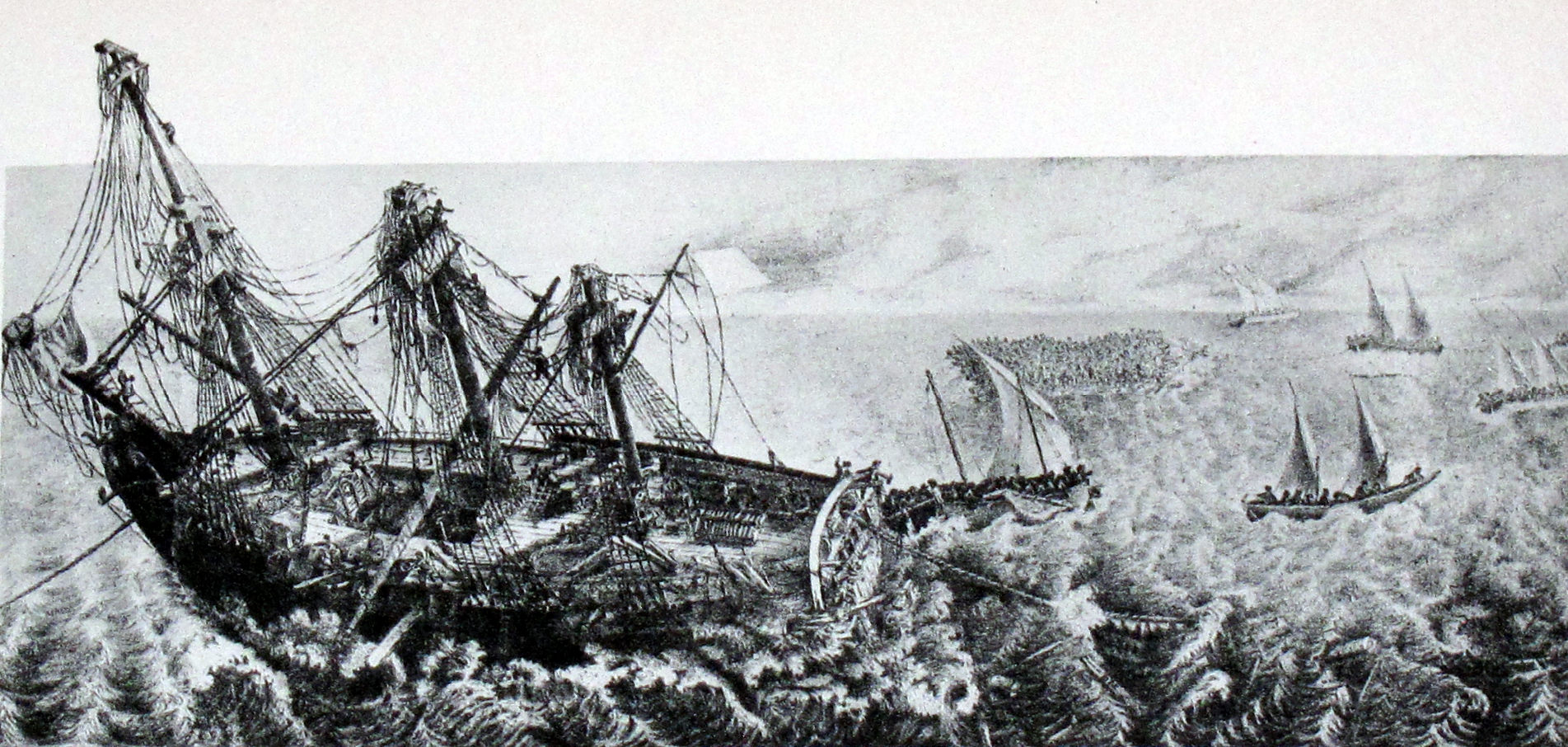
Le naufrage de la Méduse.

En 1816, la France récupère ses comptoirs au Sénégal, occupés par les Britanniques au cours des guerres napoléoniennes. Louis XVIII décide d'envoyer des colons prendre possession de ce territoire rétrocédé. 
Le 17 juin 1816, une flottille de quatre voiliers militaires chargée d'acheminer les fonctionnaires et les militaires affectés au Sénégal, ainsi que des scientifiques et des colons (soit 392 passagers au total), quitte l’île d'Aix pour rallier Saint-Louis du Sénégal. La flottille se compose de la frégate Méduse (qui a environ 400 personnes à son bord, équipage compris), navire sous le commandement du capitaine de frégate Hugues Duroy de Chaumareys, de la corvette Écho, du brick Argus et de la flûte Loire. Parmi les passagers à bord de la Méduse se trouvent notamment le colonel Schmaltz, le nouveau gouverneur de la colonie du Sénégal, accompagné de son épouse Reine Schmaltz, le commis de première classe et futur explorateur Gaspard Théodore Mollien, ainsi que la jeune Charlotte-Adélaïde Picard et son père ; René Caillié, un autre explorateur, est à bord de la Loire. De grandes quantités de matériel sont aussi embarquées.
Hugues Duroy de Chaumareys, qui commande la Méduse, est un noble royaliste qui n'a quasiment plus navigué depuis l'Ancien Régime, soit depuis plus de vingt ans. Il commence la traversée en distançant les trois autres navires, plus lents que le sien, et se retrouve ainsi isolé à l’avant. N'écoutant pas les avis de ses officiers qui le détestent (comme les anciens soldats napoléoniens à son bord, dont la monarchie tente de se débarrasser), il accorde toute confiance à un dénommé Richefort, un passager prétendant avoir déjà navigué dans ces parages. Il se trompe dans son estimation de la position du navire par rapport au banc d'Arguin, obstacle connu des navigateurs. Au lieu de le contourner en passant au large comme l'indiquent ses instructions, il rase les hauts-fonds, jusqu'à ce que l'inévitable se produise le 2 juillet vers 15 heures.

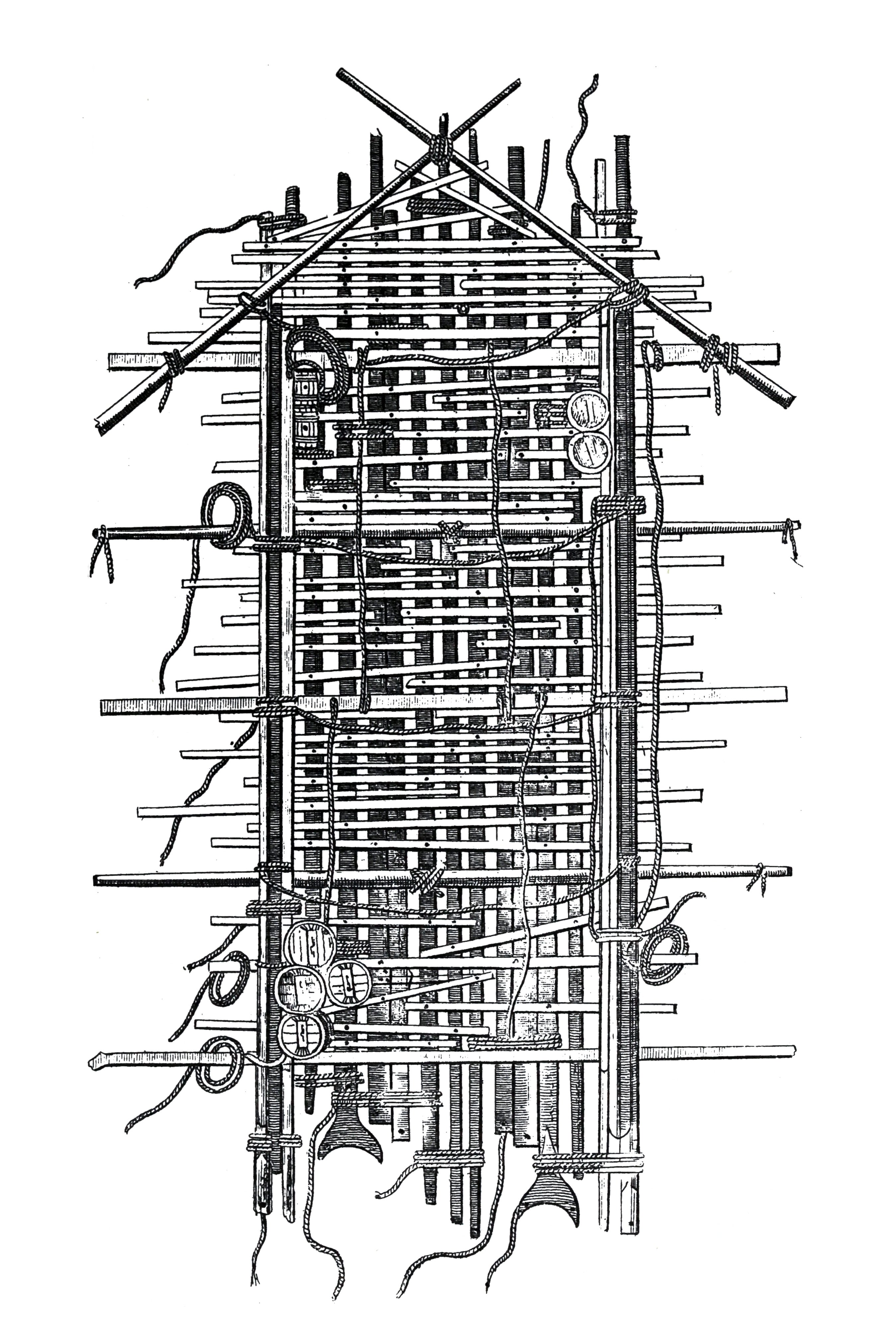
« Plan du radeau de la Méduse, au moment de son abandon. Cent cinquante Français avaient été placés sur cette machine : quinze seulement furent sauvés treize jours après. »

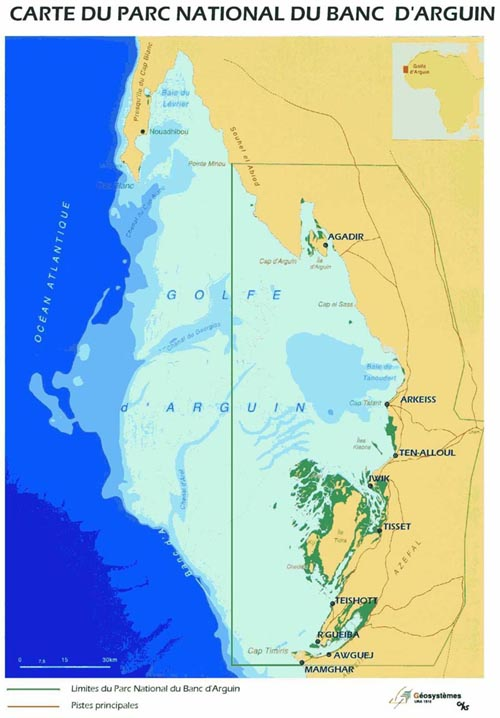
Les hauts-fonds du banc d'Arguin (en bleu clair) et les limites du parc national du Banc-d'Arguin (en vert clair).

La frégate s'échoue sur un banc de sable à une douzaine de lieues des côtes, soit entre 48 et 70 kilomètres selon le type de lieue mentionné par les auteurs (Corréard ou Savigny). Toutes les tentatives de renflouement se soldent par des échecs. L'équipage construit alors un radeau de douze mètres sur six (ou de vingt mètres sur sept selon une autre source), composé de pièces de bois récupérées dans la mâture et d’un caillebotis posé sur les morceaux de mâts pour rigidifier l’ensemble, destiné à recevoir du matériel afin d'alléger le navire dans l’espoir de le déséchouer. Après deux jours, souffle une violente tempête qui secoue la frégate échouée, provoque plusieurs voies d'eau dans la carène et brise la quille. L'état-major du navire craint que le navire ne finisse par se désagréger : l'abandon de la frégate est décidé. Une liste répartissant les personnes entre les canots, chaloupes de sauvetage et le radeau est constituée en secret.
Le désordre est indescriptible. Plusieurs marins sont ivres morts en permanence, à l'instar du commandant Hugues Duroy de Chaumareys souvent aviné. Les officiers tentent de garder le contrôle de la situation, mais le commandant et les passagers de marque n'auraient pas brillé par leur exemple ce jour-là. Le 4 ou le 5 juillet, les quatre canots et deux chaloupes sont mis à l'eau avec 233 personnes à bord ; sur le radeau s'entassent 147 marins et soldats avec quelques officiers, ainsi qu'une cantinière, seule femme ici, qui est de couleur noire ; une autre source mentionne 149 personnes sur le radeau. Il est prévu que le radeau soit remorqué vers la côte par les chaloupes et que tout le monde atteigne le Sénégal en longeant le littoral saharien. Dix-sept hommes restent sur l'épave échouée de la Méduse espérant, sans doute, être secourus plus tard ; trois d'entre eux seulement y seront retrouvés en vie le 4 septembre suivant par la marine britannique.
Très vite, les aussières (gros cordages) qui relient les chaloupes à la masse considérable du radeau se rompent et celui-ci part à la dérive : est-ce un largage volontaire, le radeau faisant dériver dangereusement la grosse chaloupe en surcharge, ou bien est-ce un accident en raison de la précarité des attaches ? Certaines embarcations gagnent la côte, des hommes tentent leur chance dans le désert, accablés par la soif, la marche et l’hostilité des Bédouins. Ils sont récupérés après quinze jours d'errance par une caravane sous la houlette d'un officier déguisé en Maure, mais il y a eu plusieurs morts. D'autres canots ou chaloupes restent en mer et atteignent Saint-Louis en quatre jours, rejoignant l’Écho et l’Argus déjà amarrés. Parmi les passagers de ces dernières embarcations de sauvetage figurent le commandant Chaumareys et le colonel Schmaltz. 
Les marins et soldats du radeau de fortune, surnommé le « Machin », féminisé par euphémisme et appelé rapidement la Machine, essaient de gagner la côte mais dérivent vers le large. L'équipée, qui dure douze ou treize jours (du 4 ou 5 juillet, au 17), fait de très nombreux morts et donne lieu à des noyades, bagarres et mutineries, tentatives de sabordage ainsi qu'à des faits de cannibalisme en raison du manque d'eau potable (les deux barriques d’eau douce ont été jetées à la mer) et de vivres : la capture de poissons-volants est insuffisante, certains rongent les cordes du radeau, mâchent leurs ceintures ou leurs chapeaux. Les naufragés n'ont que six barriques de vin à leur disposition. Le 17 juillet, probablement quelques jours plus tôt, le commandant Chaumareys renvoie l'Argus non pas chercher les naufragés, dont il estime qu'il ne reste aucun rescapé, mais trois barils de 92 000 francs en pièces d'or et d'argent restés dans la cale de la Méduse. Le brick retourne ainsi dans les environs du lieu de l’échouage, aperçoit par chance le radeau à la dérive le 17 juillet, avant même d'avoir pu rejoindre l’épave de la Méduse, et récupère les quinze survivants du radeau, dont cinq mourront pendant le retour à Saint-Louis, retour qui est effectué sans plus s'attarder dans la zone.

## Procès retentissant dans la France de la Restauration (1817)
L'incompétence des officiers et les récits autour du radeau provoquent une certaine émotion dans l'opinion lorsque deux des survivants de l'équipage rapportent l'événement dans un livre : Henri Savigny, second chirurgien, et Alexandre Corréard, ingénieur-géographe des arts et métiers.

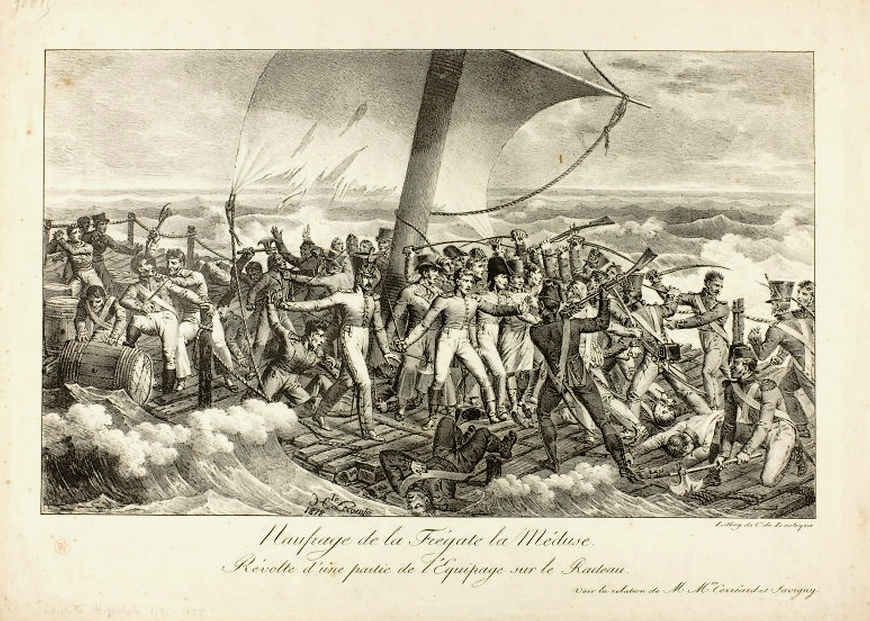
Naufrage de la frégate la Méduse. Révolte d'une partie de l'équipage sur le radeau, 1818, lithographie de Charles Philibert de Lasteyrie d'après une composition d'Hippolyte Lecomte.

La cour martiale siège à Rochefort, à l'hôtel de la Marine à partir du 22 janvier 1817, présidée par le contre-amiral La Tullaye, assisté par sept capitaines de vaisseau, dont Le Carlier d'Herlye (en) en qualité de procureur du roi. Du 3 au 12 février est procédé à l'interrogatoire du commandant de la Méduse. Le procès s'ouvre le 24 février, et se déroule à bord du vaisseau-amiral, mouillé dans la Charente. L'audition de Chaumareys intervient le 24 février. Le 28 février, le rapporteur (procureur du roi) présente son réquisitoire. Le 1er mars est consacré à la défense. La délibération se tient le lundi 3 mars, et se termine à 23 heures. Le jugement est prononcé à l'issue. Hugues Duroy de Chaumareys, natif de Vars-sur-Roseix (Corrèze), âgé de 51 ans, chevalier des ordres royaux de Saint-Louis et de la Légion d'honneur est condamné :
1. À la majorité de 5 voix sur 8 à « être rayé de la liste des officiers de marine et à ne plus servir » ;
2. À la majorité de 5 voix sur 8 à « accomplir trois années de prison » ;
3. « Aux dépens occasionnés par le procès ».

À 23 h 30, le contre-amiral de La Tullaye s'adresse au condamné : « Vous avez manqué à l'honneur. Je déclare au nom de la Légion, que vous avez cessé d'en être membre, ainsi que de l'ordre royal et militaire de Saint-Louis. » La Tullaye s'avance et enlève lui-même les décorations. Plus largement, le scandale et l'indignation qui suivent le drame sont aussi dirigés contre une marine archaïque aux mains des royalistes, qui avaient choisi d'ignorer les apports de l'Empire dans le domaine maritime. 
C’est la Restauration tout entière qui est mise en procès.

## Recherche de l'épave auXXesiècle
Le 4 décembre 1980, sur la base des relevés du Service hydrographique et océanographique de la marine nationale (SHOM), l'équipe du « Groupe pour la recherche, l'identification et l'exploration de l'épave de la Méduse » (GRIEEM, association régie par la loi de 1901, présidée par le professeur Théodore Monod, de l'Académie des sciences) identifie les restes métalliques de l'épave de la Méduse sous cinq mètres d'eau grâce à un levé magnétique réalisé par des ingénieurs et des magnétomètres du Commissariat à l'énergie atomique de Grenoble. Une partie de l'équipement du bateau, dont un canon, est récupérée et exposée au Musée national de Mauritanie à  Nouakchott.

## Postérité

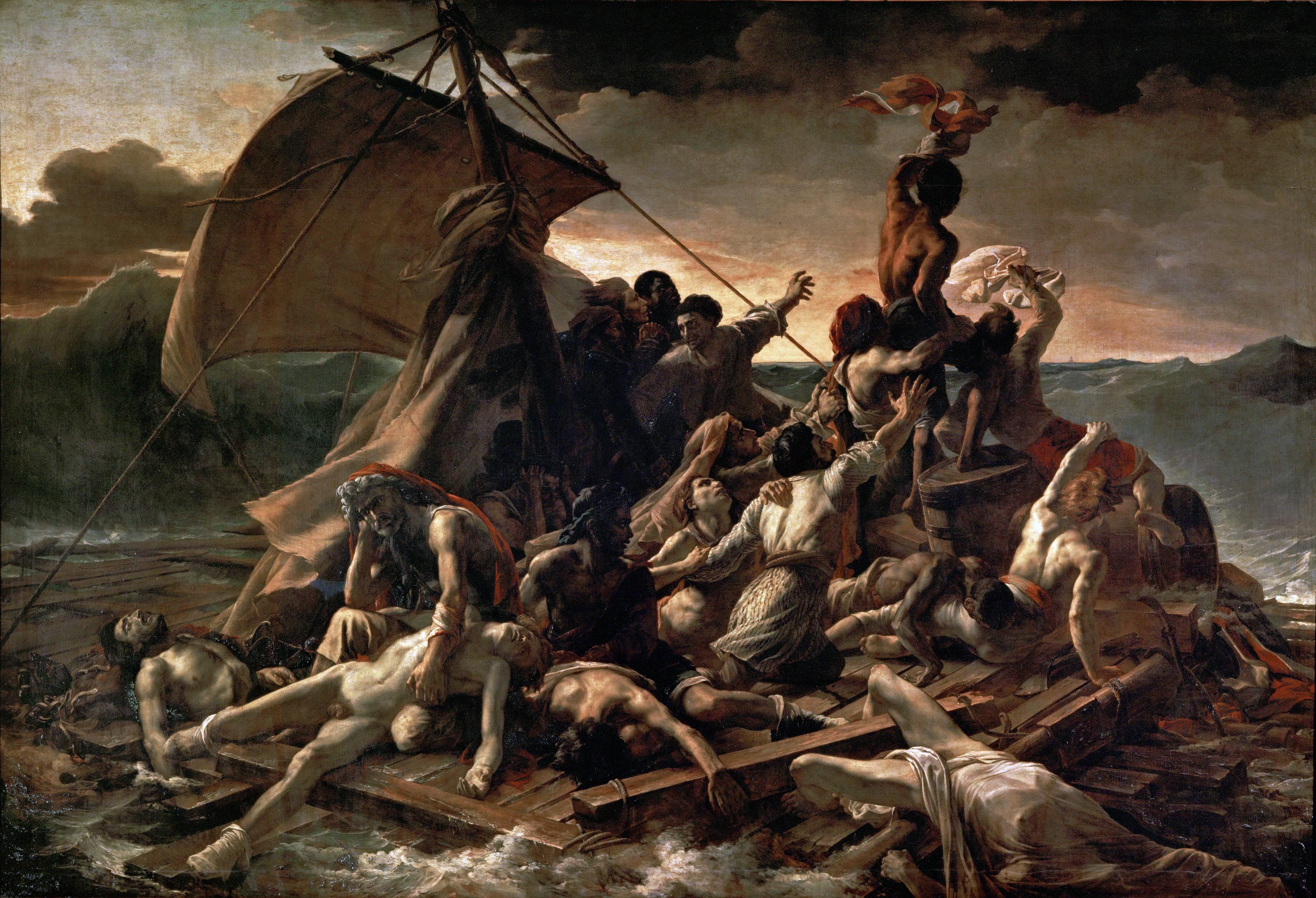
Le tableau Le Radeau de la Méduse (1819) de Théodore Géricault.

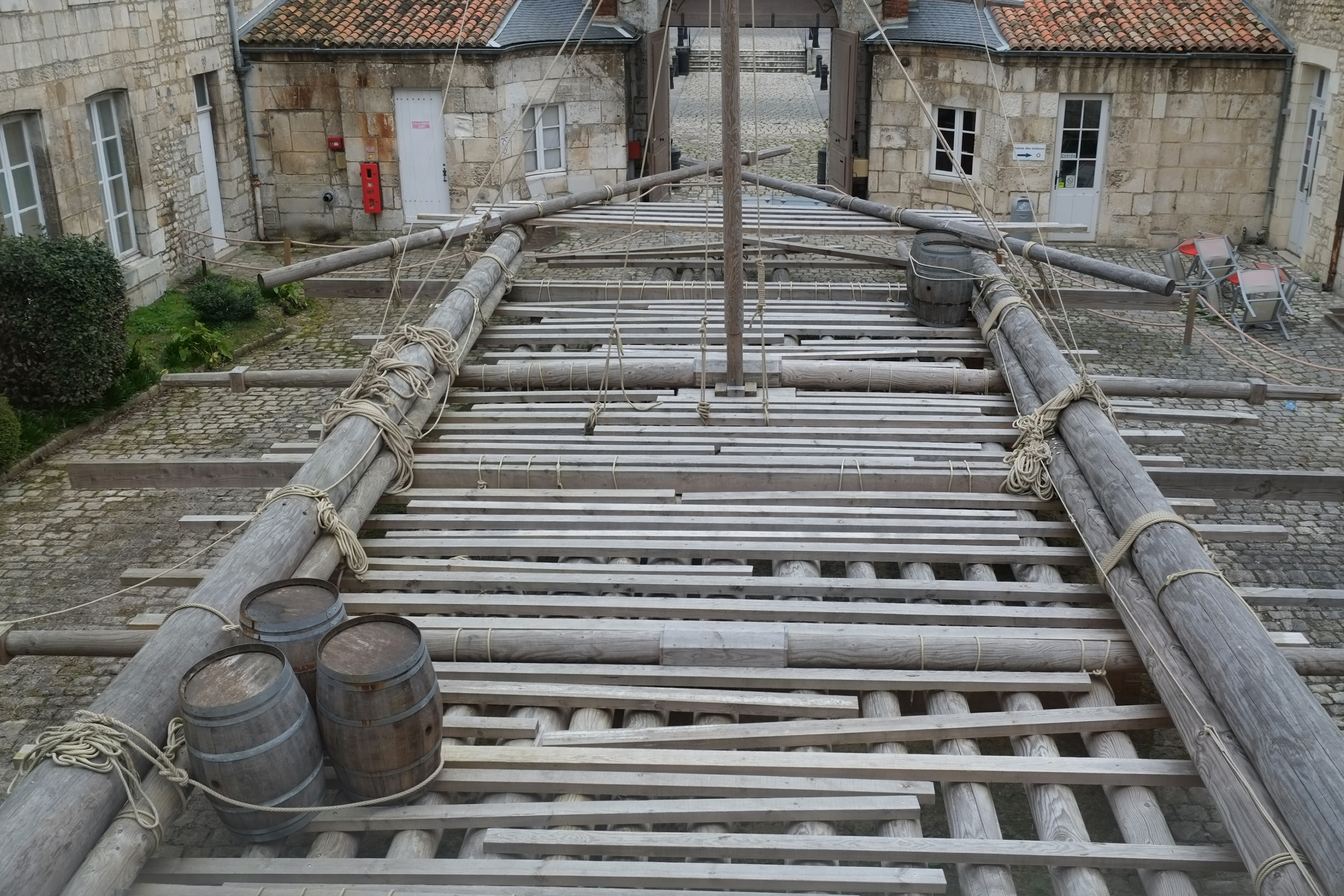
Le radeau de la Méduse reconstitué à l'échelle 1, visible dans la cour du musée de la Marine à Rochefort.

- L'histoire de la Méduse (qui lui a notamment été rapportée par le second chirurgien Savigny) a inspiré à Théodore Géricault le tableau Le Radeau de la Méduse (1819). L'épisode retenu par le peintre se situe peu avant le sauvetage du radeau, au moment où l'Argus point à l'horizon. La réalisation de ce tableau au cours des deux années qui suivirent immédiatement le procès, son réalisme reconstituant un fait particulièrement dramatique, purent alors être perçus comme une provocation.
- Le roman maritime d'Eugène Sue intitulé La Salamandre (1832), qui s’inspire largement du drame de la Méduse, évoque l'histoire d'un navire dont le commandement est confié, sous la Restauration, à un commandant incapable, qui s’échoue sur un banc de sable. Sur le radeau sommairement gréé par les rescapés, surviennent des épisodes de folie[17].
- Le Chancellor, roman de Jules Verne paru en 1875 de la collection des « Voyages extraordinaires », s'appuie en partie sur les événements survenus lors du naufrage de la Méduse.
- L'incipit de la chanson Les Copains d'abord (parue en 1964) de Georges Brassens fait allusion à ces évènements[18] :
« Non, ce n'était pas le radeau »
« De la Méduse, ce bateau, »
« Qu'on se le dis' au fond des ports, »[19]
- Une exposition intitulée « L'affaire de la Méduse : du naufrage à l'exploration de l'épave » s’est tenue au musée national de la Marine à Paris du 23 mai au 21 juin 1981, à la suite de l’expédition du professeur Théodore Monod en 1980.
- Océan mer (1993), roman d'Alessandro Baricco, est librement inspiré[20] de l'histoire de la Méduse.
- Le Radeau de la Méduse, film français d'Iradj Azimi, tourné de 1987 à 1991, sorti en 1998, avec Jean Yanne, Daniel Mesguich, Claude Jade, Rufus, Philippe Laudenbach et Laurent Terzieff, est directement inspiré de l'histoire des naufragés de la Méduse et de celle de la création du tableau de Géricault.
- Le roman Fleur de sable de Nathalie de Broc, paru en 2019 aux Presses de la cité, fait référence au naufrage.
- À l'initiative de Philippe Mathieu, ancien officier de marine et administrateur du musée de la Marine de Rochefort, le radeau a été reconstruit à l'identique à Rochefort, en Charente-Maritime (ville proche du lieu de départ du dernier voyage de la frégate Méduse), par le sculpteur sur bois Philippe Bray en 2014. Il a servi au tournage de « La Machine, la véritable histoire du radeau de la Méduse », docufiction sur le naufrage diffusé sur Arte en mars 2015[21].
- Franzobel (trad. de l'allemand par Olivier Mannoni), À ce point de folie. D'après l'histoire du naufrage de la Méduse, Paris, Flammarion, 2018, 526 p. (ISBN 978-2-08-142940-6, lire en ligne).
- Le Radeau de la Méduse, chanson du groupe Aephanemer (sortie en 2021).

#### Témoignages
La bibliographie relative au tableau de Théodore Géricault peut être consultée à la fin de l'article Le Radeau de la Méduse.
- Paulin d'Anglas de Praviel, Relation nouvelle et impartiale du naufrage de la frégate la Méduse et des événemens qui ont eu lieu dans le désert de Zaarha et au camp de Daccard, Nismes, chez Gaude, 1818, 64 p., in-8o (lire sur Wikisource). — L’aut. était lieutenant au bataillon du Sénégal. — Rééd. : Scènes d’un naufrage ou la Méduse : nouvelle et dernière relation du naufrage de la Méduse, Nîmes, chez l’auteur, 1858, 139 p., in-8o (lire sur Wikisource, lire en ligne sur Gallica). — Repris dans les trois recueils suivants : Relation complète du naufrage de la frégate la Méduse, faisant partie de l’expédition du Sénégal en 1816, Éd. J. de Bonnot, 1968 ; Relations des survivants du naufrage de la Méduse, Éd. F. Beauval, 1969 ; De la Méduse à Géricault, Denis Éditions, 2016 (voir plus bas les notices détaillées).
- Charles-Marie Brédif (préf. Marie Brédif), Le naufrage de la « Méduse » : Journal d'un rescapé, Paris, Payot, coll. « Petite Bibliothèque Payot » (no 1045), mai 2017, 192 p. (ISBN 978-2-228-91820-6). Publié pour la première fois par La Revue de Paris en 1907 (consultable en ligne sur le site de la BnF). Le manuscrit de ce journal, jusqu’alors inédit dans son intégralité, a pour titre original : Mon voyage au Sénégal. Il commence le 25 mai 1816 et se termine le 25 janvier 1817.
- Alexandre Corréard et Jean-Baptiste-Henri Savigny, Naufrage de la frégate la Méduse, faisant partie de l’expédition du Sénégal, en 1816, Paris, chez Hoquet, 1817, 196 p., in-8o (lire en ligne sur Gallica). — Premier témoignage publié ; il est dû à Corréard, ingénieur géographe, et à Savigny, second chirurgien de la marine. — Deuxième éd. (refondue) : Naufrage de la frégate la Méduse…, Paris, chez Eymery, 1818 ; elle est augmentée de Notes sur le naufrage de la Méduse (par Charles-Marie Brédif, ingénieur, membre de l’expédition) (lire en ligne). — Cinquième éd. (refondue) : Naufrage de la frégate la Méduse…, Paris, chez Corréard, 1821 ; elle est augmentée de plusieurs pièces : Jugement de M. de Chaumareys, Mémoire présenté aux Chambres par M. Corréard, Procès de M. Corréard, Liste des souscripteurs en faveur des naufragés, Ode sur le naufrage de la Méduse (par L. Brault) (lire en ligne sur Gallica). — Nombreuses autres rééd., parmi lesquelles : Naufrage de la frégate la Méduse…, Tarascon-sur-Ariège, Éd. Résonances, coll. « Résonances du passé », 1979, 186 p. (ISBN 2-86428-002-7) ; Le Naufrage de la frégate la Méduse, Neuilly-sur-Seine, Éd. Altaïr, coll. « Les Intégrales », 2000 (cette éd. reproduit en fac-sim. la 2e éd. de 1818) ; Le Naufrage de la Méduse…, Paris, Éd. Gallimard, coll. « Folio », 2005, 337 p. (ISBN 2-07-030987-8), contient une bibliogr., filmogr. et webliogr. — Cette relation a également été reprise dans les deux recueils suivants : Relation complète du naufrage de la frégate la Méduse, faisant partie de l’expédition du Sénégal en 1816, Éd. J. de Bonnot, 1968 ; Relations des survivants du naufrage de la Méduse, Éd. F. Beauval, 1969 (voir plus bas les notices détaillées). — On en trouve aussi deux versions dans l’ouvrage intitulé : L’Affreuse vérité de M. Savigny… (éd. par Denis Escudier), Jonzac et Saint-Jean-d’Angély, Université francophone d’été et Éd. Bordessoules, 1991 (voir plus bas).
- Charlotte-Adélaïde Dard, La Chaumière africaine ou Histoire d’une famille française jetée sur la côte occidentale de l’Afrique à la suite du naufrage de la frégate la Méduse, Dijon, chez Noellat, 1824, VI-313 p., in-12° (lire en ligne sur Gallica). — L’aut., fille d’un notaire nommé Picard, voyageait avec sa famille à bord de La Méduse. — Rééd. : La Chaumière africaine… (préf. Doris Y. Kadish), Paris, Éd. L’Harmattan, coll. « Autrement mêmes », 2005, 155 p. (ISBN 2-7475-8096-2, lire en ligne), avec une bibliogr. — Autre rééd. dans : Les Naufragés : témoignages vécus (présentés par Dominique Le Brun), Paris, Éd. Omnibus, 2014, 906 p., in-8o (ISBN 978-2-258-10649-9).
- De la Méduse à Géricault : bicentenaire, 1816-2016, du naufrage de la frégate la Méduse, Épinac, Denis éditions, 2016, 89 p., in-8° (ISBN 979-10-94773-58-1). — Réunit la relation de Paulin d'Anglas de Praviel (voir plus haut) et un article de Charles Clément sur le tableau de Géricault.
- Gervais Daniel Dupont (éd. et commenté par Philippe Collonge), Un rescapé de la Méduse : Mémoires du capitaine Dupont (1775-1850), Bouhet, La Découvrance, coll. « Inédits de marine », 2005, 159 p., in-8o (ISBN 2-84265-377-7). — Rééd. en 2014 : La Rochelle, même éd.  (ISBN 978-2-84265-834-2).
- Michel Hanniet, Le Naufrage de la Méduse : paroles de rescapés, Louviers, Éd. L’Ancre de marine, 2006, 489 p., in-8° (ISBN 2-84141-210-5). — Travail partiellement basé sur des témoignages inédits. Bibliogr., filmogr., index.
- Gaspard Théodore Mollien (notice sur l’auteur par L. Ravaisson-Mollien), Découverte des sources du Sénégal et de la Gambie en 1818 : précédée d’un récit inédit du naufrage de la Méduse, Paris, Éd. C. Delagrave, coll. « Voyage dans tous les mondes », 1889, 317 p., in-12 (lire en ligne sur Gallica). — Rééd. en 2006 : Mœurs d’Haïti : précédé du Naufrage de la Méduse (éd. par Francis Arzalier, David Alliot et Roger Little), Paris, Éd. L’Harmattan, coll. « Autrement mêmes », XLV-162 p., in-8o (ISBN 978-2-296-01584-5 et 2-296-01584-0). Contient une bibliogr.
- Marie Antoine Rabaroust, « Récit inédit d’un témoin du naufrage de la Méduse », L’Intermédiaire des chercheurs et curieux, Paris, aux Bureaux de la revue, vol. 45, no 955,‎ 10 janvier 1902, col. 45-47 (lire en ligne sur Gallica, consulté le 17 septembre 2016).
- Paul-Charles-Alexandre-Léonard Rang des Adrets (ill. Philippe Ledoux), Sander Rang… : voyage au Sénégal, naufrage de la Méduse, Paris, Éd. E.P.I., 1946, 121 p., in-8°. — Repris dans le recueil suivant :
- Relation complète du naufrage de la frégate la Méduse, faisant partie de l’expédition du Sénégal en 1816, Paris, Éd. J. de Bonnot, 1968, 419 p., in-8°. — Réunit les relations de Corréard et Savigny, d’Anglas de Praviel et de Rang des Adrets.
- Relations des survivants du naufrage de la Méduse (préf. Jean Dumont), Paris, Éd. F. Beauval, 1969, 328 p., in-8°. — Réunit les relations de Corréard et Savigny (texte de la 2e éd. refondue (Paris, 1818), augmentée des notes de Charles-Marie Brédif, ingénieur, membre de l’expédition) et d’Anglas de Praviel.
- Jean-Baptiste-Henri Savigny, Observations sur les effets de la faim et de la soif éprouvées après le naufrage de la frégate du roi la Méduse en 1816, Paris, chez A. Eymery, 1818, 56 p., in-8o (lire en ligne). — Rééd. en 1991 dans le recueil suivant :
- Jean-Baptiste-Henri Savigny (préf. Marc Fardet, éd. Denis Escudier), L’Affreuse vérité de M. Savigny, second chirurgien de la frégate la Méduse…, Jonzac et Saint-Jean-d’Angély, Université francophone d’été et éd. Bordessoules, 1991, 195 p., in-8o. — Contient : Notre séjour sur le radeau de la Méduse (deux versions de la relation coécrite avec Alexandre Corréard), Observations sur les effets de la faim et de la soif éprouvées après le naufrage de la frégate du roi la Méduse, des passages du procès du commandant Hugues de Chaumareys, quelques témoignages, une bibliogr. et un index.

#### Études, documentation
- L’Affaire de la Méduse (texte de François Bellec), Paris, Musée de la Marine, 1981, 22 p., in-8°. — Catalogue de l’exposition qui s’est tenue au musée de la Marine du 14 mai au 21 juin 1981.
- Affreuse catastrophe et naufrage de la Méduse, cruel abandon sur un radeau de 187 marins et passagers qui s’entredéchirent et se dévorent…, Paris, Libr. Lebailly, 1841, 108 p., in-16 (lire en ligne sur Gallica [PDF]).
- Auguste Baron, Naufrage de la Méduse, Limoges, Éd. E. Ardant et C. Thibault, 1869, 72 p., in-12 (lire en ligne sur Gallica [PDF]). — Rééd. en 1889 et 1893 (même éd.).
- Jean-Yves Blot, La Méduse : chronique d’un naufrage ordinaire, Paris, Éd. Arthaud, 1982, 421 p., in-8° (ISBN 2-7003-0383-0). — Contient des notes bibliogr.
- Yves de Boisboissel, Le Naufrage de la Méduse et ses suites militaires, Dakar, Revue internationale d’histoire militaire, 1956, 23 p., in-8°. — Extrait de la Revue internationale d’histoire militaire (1956, p. 64-86).
- Georges Bordonove, Le Naufrage de la Méduse, Paris, Éd. R. Laffont, coll. « Les Ombres de l’histoire », 1973, 333 p., in-8°. — Contient une bibliogr.
- Jacques-Olivier Boudon, Les Naufragés de la Méduse, Paris, Éd. Belin, coll. « Histoire », 2016, 334 p., in-8° (ISBN 978-2-7011-9668-8). — Bibliogr. Rééd. la même année (Paris, Le Grand livre du mois).
- Michel Bourdet-Pléville, Le Drame de la Méduse…, Paris, Éd. A. Bonne, coll. « La Grande et la petite histoire », 1951, 251 p., in-16.
- Michel Bourdet-Pléville, « Le Radeau de la Méduse », Miroir de l’histoire, no 60,‎ 1er décembre 1954, p. 697-704 (lire en ligne [PDF], consulté le 23 septembre 2016).
- Jean Bourgoin, Le Naufrage de la Méduse, Paris, Bibliothèque nationale, 1966, 27 p., in-8° (lire en ligne sur Gallica). — Extrait des Actes du 90e congrès national des Sociétés savantes, section de géographie, Nice, 1965.
- Antoine Caillot, Nouvelle histoire des naufrages anciens et modernes ou Tableau des malheurs, captivité et délivrance d’un grand nombre de marins, avec une notice exacte sur le naufrage de la Méduse, et la mort de Mungo-Parck, Paris, Éd. Corbet aîné, 1824, 500 p., in-12. — Paru sous l’anonymat. Rééd. en 1834 (même éditeur).
- Philippe Chareyre, Moi, Paulin d'Anglas de Praviel, dernier naufragé de la Méduse, Nîmes, Éd. C. Lacour, coll. « Rediviva », 1995, 261 p., in-8° (ISBN 2-84149-054-8). — Contient aussi : Scènes d’un naufrage ou La Méduse : nouvelle et dernière relation du naufrage de la Méduse [texte de la 2e éd. parue en 1858] (par Paulin d’Anglas de Praviel) (lire sur Wikisource, lire en ligne sur Gallica). — Contient une bibliogr. et un index.
- Charles-Yves Cousin d’Avallon, Tableau de l’horrible naufrage de la frégate la Méduse, Paris, Libr. Vve Demoraine et Boucquin, 1828, 108 p., in-18 (lire en ligne sur Gallica). — Paru sous l’anonymat.
- Pierre Dantreygas, Histoire des naufrages célèbres ou Extrait fidèle des relations tant anciennes que récentes des naufrages et aventures les plus remarquables des marins depuis le XVe siècle jusqu’à nos jours, Paris, Libr. d’éducation, coll. « Bibliothèque d’éducation », 1837, 2 vol. in-12. — Contient : Naufrage de la Méduse : Corréard de Veynes [sic]. Plusieurs rééd. de 1838 à 1842.
- Yvan Delteil, « J.-B. Savigny et le radeau de la Méduse », Le Progrès médical, no 23,‎ 10 décembre 1950, p. 627-629. — Contient la relation de Savigny. Article rééd. sous le titre : « Médecine et littérature : J.-B. Savigny et le radeau de la Méduse », Notes africaines, no 78,‎ avril 1958, p. 41-45.
- Yvan Delteil, « La Tragédie du radeau de la Méduse », La Presse médicale, vol. 61, no 64,‎ 1953.
- Jean-Louis-Hubert-Simon Deperthes et Jean-Baptiste Benoît Eyriès, « Naufrage de la frégate française la Méduse, sur le banc d’Arguin, en 1816 », dans Histoire des naufrages ou Recueil des relations les plus intéressantes des naufrages, t. 3, Paris, Éd. Ledoux et Tenré, 1818, in-12 (lire en ligne [PDF]), p. 319-347. — Rééd. en 1828 (Paris, Dufour et Cie), 1832 et 1836 (Paris, Tenré).
- Édouard Doublet, Le Naufrage de la Méduse : à propos de son centenaire, Bordeaux, Impr. de Gounouilhou, 1917, 55 p., in-8° (lire en ligne sur Gallica). — Extrait de la Revue philomathique de Bordeaux et du Sud-Ouest, 1916-1917.
- Léonie Duplais, « Naufrage de la Méduse », dans Figures maritimes : célébrités rochefortaises, t. 1, Paris, chez l’auteur, 1882, 280 p., in-18.
- Raymond d’Étiveaud, « Le radeau de la Méduse », dans Par monts et vallées : pages choisies des écrivains régionaux, Limoges, Éd. du Châtaignier, [1945], grd in-8° (lire en ligne sur Gallica), p. 19-20. — Concerne le commandant Hugues Duroy de Chaumareys.
- Eugénie Foa (sous le pseudonyme de Maria Fitz Clarens), « Naufrage de la Méduse », dans Petite mosaïque historique : contes vrais dédiés au jeune âge, Paris, Éd. A. Bédelet, coll. « Bibliothèque récréative », 1860, in-8° (lire en ligne sur Gallica), p. 95-112.
- Michel Hanniet, Le Naufrage de la Méduse : paroles de rescapés. Voir plus haut dans les témoignages.
- Michel Hanniet (avec la collab. de Françoise Tavernier), Le Naufrage de la Méduse, 1816-2016 : des causes du naufrage à ses conséquences politiques…, Saint-Malo, Éd. L’Ancre de marine, 2016, 437 p., in-8° (ISBN 978-2-84141-365-2). — Contient des doc. inédits, une bibliogr. et un index.
- Michel Hanniet, Le Radeau de la Méduse : dossier, Paris, Éd. C.N.D.P., coll. « Textes et documents pour la classe » (no 593), 1991, 31 p., in-4°.
- Michel Hanniet, La Véridique histoire des naufragés de la Méduse, Arles, Éd. Actes Sud, 1991, 606 p., in-8° (ISBN 2-86869-593-0). — Contient un choix de doc., une bibliogr. et un index.
- Histoire du naufrage de la frégate la Méduse, Paris, Les Marchands de nouveautés, ca. 1839, 108 p., in-12. — Certains ex. contiennent une lithogr.
- Bernard Hombron, « Naufrage de la Méduse », dans Aventures les plus curieuses des voyageurs, coup d’œil autour du monde, d’après les relations anciennes et modernes…, t. 1er, Paris, Éd. Belin-Leprieur et Morizot, 1847, in-8° (lire en ligne [PDF]), p. 87-106. — Contient, p. 104-106, Histoire de Kummer.
- Edmond Hugues, Alexandre Corréard, de Serres, naufragé de la Méduse, Gap, Impr. de L. Jean et Peyrot, 1920, 24 p., in-8° (lire en ligne sur Gallica). — Extrait du Bulletin de la Société d’études des Hautes-Alpes, 1920.
- René d’Isle, Naufrage de la Méduse, suivi du naufrage de l’Alceste, Limoges, Éd. Ardant frères, 1864, 71 p., in-18. — Extrait des Naufrages modernes.
- Jacquet, « Le Naufrage de la Méduse : conférence », Bulletin de la Société de géographie de Rochefort-sur-Mer, vol. 39,‎ 1920, p. 25-28 (lire en ligne sur Gallica, consulté le 19 septembre 2016).
- Victor Jalin, « Naufrage de la frégate française la Méduse, le 5 [sic] juillet 1816 », Le Monde illustré, no 206,‎ 23 mars 1861, p. 183-186 (lire en ligne sur Gallica, consulté le 17 septembre 2016). — Est précédé de : Le Radeau de la Méduse : tableau de Géricault, par Léo de Bernard.
- Henri Joannet, Le Radeau de la Méduse ou Comment un Serrois montre du doigt l’espérance au reste du monde, Serres, Groupement d’action pour le développement de la vallée du Buëch, 1999, 40 p., grd in-8°. — Concerne Alexandre Corréard. Contient une bibliogr.
- Adolphe Joly, Histoire complète du terrible naufrage de la frégate française la Méduse…, Paris, Éd. Le Bailly, 1859, 108 p., in-18. — Contient une planche. Rééd. en 1863 (même éd.).
- Henri Lassignardie, Essai sur l’état mental dans l’abstinence, Bordeaux, Impr. du Midi, 1897, 113 p., in-8°. — Thèse médicale. L’aut. analyse, entre autres, le texte de Savigny : Observations sur les effets de la faim et de la soif… (voir plus haut dans les témoignages).
- Latapie, « Lapeyrère et le naufrage de la Méduse », Bulletin de la Société académique des Hautes-Pyrénées,‎ 1952-1953, p. 25-26 (lire en ligne sur Gallica, consulté le 18 septembre 2016). — Bref résumé d’« une relation pittoresque et très circonstanciée » laissée par l’enseigne de vaisseau Joseph Lapeyrère. Il commandait le canot-major sur lequel se trouvait la famille Picard (voir plus haut, dans les témoignages, l’ouvrage de Charlotte Dard, née Picard).
- Henri Lemaire, « Naufrage de la Méduse », dans Beautés de l’histoire des voyages les plus fameux autour du monde et dans les deux hémisphères…, t. 2, Paris, Libr. d’Alexis Eymery, 1821 (lire en ligne [PDF]), p. 240-251.
- Prosper-Jean Levot, La Méduse et autres naufrages, Paris, Éd. R. Castells, 1998, 251 p., in-8° (ISBN 2-912587-06-9). — Précédemment publié sous le titre : Récits de naufrages, incendies, tempêtes et autres événements de mer, Paris, Éd. Challamel aîné, coll. « Bibliothèque et questions coloniales et maritimes », 1867, II-282 p., in-18 (lire en ligne sur Gallica).
- Philippe Masson, L’Affaire de la Méduse : le naufrage et le procès, Paris, Éd. Tallandier, coll. « Le Dossier », 1989, 265 p., in-8° (ISBN 2-235-01820-3). — Contient une bibliogr. Rééd. en 2000 (Paris, Le Grand livre du mois).
- Philippe Mathieu et Denis Roland, Le Radeau de la Méduse : le drame, le scandale, le mythe, Rochefort, Musée de la Marine, 2015, 32 p., grd in-8° (ISBN 978-2-901421-56-6). — Contient une bibliogr.
- Roger Mercier, « Le Naufrage de la Méduse : réalité et imagination romanesque », Revue des sciences humaines, no 125,‎ janvier-mars 1967, p. 53-65.
- Jonathan Miles (trad. de l'anglais), Le Radeau de la Méduse, Bordeaux, Zeraq, coll. « Nautilus », 2015, 352 p. (ISBN 979-10-93860-04-6).
- René Moniot Beaumont, L’Horrible naufrage de la Méduse : Théodore Géricault, Eugène Sue, Charles-Yves Cousin d’Avallon, La Rochelle, Éd. La Découvrance, 2015, 111 p., in-8° (ISBN 978-2-84265-866-3). — Contient une bibliogr.
- « Naufrage de la Méduse », La Mosaïque, livre de tout le monde et de tous les faits, Paris, aux Bureaux de La Mosaïque, vol. 1, no 1,‎ 1833, p. 2-4 (lire en ligne sur Gallica [PDF], consulté le 19 septembre 2016).
- Le Naufrage de la Méduse, Paris, Libr. Delarue, 1842, 108 p., in-12 (lire en ligne sur Gallica [PDF]).
- « Le Naufrage de La Méduse », Le Magasin pittoresque, Paris, aux Bureaux d’abonnement et de vente,‎ 1859, p. 398-404 (lire en ligne sur Gallica [PDF]).
- Le Naufrage de la Méduse, Paris, Éd. P. Martinon, coll. « Légendes populaires », 1863, 32 p., grd in-8°.
- « Le Naufrage de la Méduse : détails ignorés », L’Année scientifique et industrielle : trentième année (1886), Paris, Libr. Hachette et Cie,‎ 1887, p. 328-331 (lire en ligne sur Gallica [PDF], consulté le 18 septembre 2016).
- Marie-Hélène Parinaud, « La Fin tragique des rescapés du radeau de la Méduse », Historia, no 598,‎ 1996, p. 8-15.
- Sylvie Petit (sous la dir. de Philippe Baron), Le Radeau de la Méduse dans la littérature et l’imaginaire aux XIXe et XXe siècles, Besançon, 2001, 534 p., grd in-8°. — Thèse de doctorat : Littérature et civilisation françaises et comparées. Bibliogr. p. 456-479.
- Armand Praviel, Le Radeau de la Méduse, Paris, Éd. Flammarion, coll. « Hier et aujourd’hui », 1934, 126 p., in-16 (lire en ligne sur Gallica [PDF]). — Version remaniée de l’ouvrage suivant :
- Armand Praviel, La Tragédie de la Méduse, Paris, Éd. de la Nouvelle Revue critique, coll. « Le Sphinx », 1931, 231 p., in-16.
- Relation du naufrage de la frégate de S. M. la Méduse, Paris, Impr. de L. P. Sétier, 1816, 8 p., in-8° (lire en ligne sur Gallica [PDF]).
- Relation historique du naufrage de la frégate française la Méduse sur le banc de sable d’Arguin, le 2 juillet 1816, avec l’histoire des naufragés, Lyon, Impr. Dumoulin, Ronet et Sibuet, ca 1816, 16 p., in-8°.
- André Reussner, « Les Sources du naufrage de la Méduse : traditions et vérité », Navigation, vol. 22, no 88,‎ 1974, p. 442-460.
- Roger Roux, Un centenaire : le naufrage de la Méduse (2 juillet 1816), Paris, Éd. de La Revue, 1918, 32 p., in-8°.
- Marguerite Savigny-Vesco, « Le Ruban feuille morte », Revue d’histoire de la philosophie et d’histoire générale de la civilisation, Lille, faculté des lettres de l’université de Lille, no 25 (nouvelle série),‎ janvier-mars 1939, p. 67-82.
- Hans Schadewaldt et Jean Graven (trad. Wolfgang-Amédée Liebeskind), Les Naufragés du radeau de la Méduse : un exemple classique de « l’état de nécessité », Genève, Éd. de la Revue internationale de criminologie et de police technique et scientifique, 1969, 30 p., in-8°. — Réunit : L’Odyssée du radeau de la Méduse, 1816, par Hans Schadewaldt ; « L’État de nécessité » justificatif des naufragés, par Jean Graven.
- Marion Sénones, « Charlotte-Adélaïde Picard, naufragée de la Méduse », dans Quelques pionniers de l’exploration saharienne, [s. l.], [s. n.], [s. d.], 6 feuillets tapuscrits. — Semble n’avoir jamais été imprimé.
- Société archéologique d'Eure-et-Loir, Navigateurs d’Eure-et-Loir dans les grandes expéditions des XVIIIe et XIXe siècles : de la Boussole et de l’Astrolabe à la Méduse, de l’expédition de Lapérouse, 1785, à la mission au Sénégal, 1816, Chartres, Société archéologique d’Eure-et-Loir, 2006, 536 p., in-8° (ISBN 978-2-905866-52-3). — Ouvrage complété par divers documents ; parmi ceux-ci : Correspondance du capitaine Dupont ; Journal et Lettres de Charles-Marie Brédif.
- Victor Tantet, Un trait d’inhumanité politique en 1816 : l’expédition de la Méduse et les Anglais au Sénégal, Paris, Éd. Plon, 1895, 24 p., in-12 (lire en ligne sur Gallica [PDF]). — Extrait de La Revue hebdomadaire, avril 1895.
- Vauthier de Felcourt, « Communication de Me Vauthier de Felcourt [sur le naufrage de la Méduse] », [Bulletin de la] Société des sciences et arts de Vitry-le-François, vol. XXXIV (1938 à 1970),‎ 1972, p. 134-146 (lire en ligne sur Gallica [PDF], consulté le 18 septembre 2016).
- Catherine Woillez, « Naufrage de la Méduse », dans Vies et aventures des voyageurs extraites des relations les plus curieuses et faisant suite au Nouveau voyageur de la jeunesse…, Paris, Éd. J. Langlumé et Peltier, 1832, in-12 (lire en ligne [PDF]), p. 123-155. — Rééd. en 1833 et 1835 (même éd.).

#### Littérature, fiction
- Auguste Bailly, Le Radeau de la Méduse, Paris, La Renaissance du livre, coll. « La Grande légende de la mer », 1929, 226 p., in-16. — Analyse de cet ouvrage dans : Sylvie Petit, Le Radeau de la Méduse dans la littérature et l’imaginaire aux XIXe et XXe siècles : [thèse de Lettres modernes], Besançon, 2001, p. 207-212 (cf. Études, documentation).
- Alessandro Baricco (trad. de l'italien par Françoise Brun), Océan mer : roman [« Oceano mare »], Paris, Éd. A. Michel, coll. « Les Grandes traductions », 1997 (1re éd. 1993), 274 p., in-8° (ISBN 2-226-09570-5, présentation en ligne). — Rééd. la même année (Paris, Le Grand livre du mois) et en 2002 (Paris, Éd. Gallimard).
- André Benedetto, « Le Radeau de la Méduse », dans Le Titanic et autres clips, Paris, Théâtrales l’association, [1986], 43 p., tapuscrit grd in-8°. — Créé en 1984, au Théâtre des Carmes (Avignon). Ce texte semble n’avoir jamais été imprimé.
- Tristan Bernard, « Le Radeau de la Méduse : comédie en 1 acte », Rions !, Éd. Hachette, no 8,‎ novembre 1908, p. 344-350. — Rééd. en 1937 (Paris et Bruxelles, Éd. Salabert).
- Georges Bordonove, L’Affaire de la Méduse, S. l., s. n., 1975, 64 p., tapuscrit in-8°. — Version radiophonique (réal. par Anne Lemaître) du procès intenté au capitaine Hugues Duroy de Chaumareys. Diffusion sur France Culture le 20 mars 1975. Ce texte semble n’avoir jamais été imprimé.
- Louis Brault, Ode sur le désastre de la frégate la Méduse, Paris, Éd. Delaunay, 1818, 15 p., in-8° (lire en ligne sur Gallica [PDF]). — Figure aussi dans : Alexandre Corréard et Jean-Baptiste-Henri Savigny, Naufrage de la frégate la Méduse, faisant partie de l’expédition du Sénégal, en 1816, Paris, chez Corréard, 1821, 5e éd. (cf. Témoignages).
- Catherine Cuenca, Le Naufragé de la Méduse, Saint-Martin-en-Haut (Rhône), Éd. Bulles de savon, coll. « L’Histoire, c’est un roman », 2016, 192 p., in-8° (ISBN 979-10-90597-50-1). — Roman pour la jeunesse.
- Paul Darcy (pseud. de Paul Salmon), Le Radeau de la Méduse, Paris, Éd. F. Rouff, coll. « L'Histoire vécue » (no 27), 1937, 32 p., in-8°.
- Catherine Decours, Le Lieutenant de la frégate légère : roman, Paris, Éd. Albin Michel, 2005, 471 p., in-8° (ISBN 2-226-15524-4).
- Charles Deslys, Le Naufrage de la Méduse, Paris, Éd. G. Havard, 1858, 280 p., in-18. — Contient aussi : Le Conseil du Pasteur, du même aut. — Rééd. : Id., Paris, Éd. Lécrivain et Toubon, coll. « Bibliothèque pour tous illustrée » (no 56), 1859, 61 p., grd in-8° (lire en ligne [PDF]).
- Robert Desnos, Le Naufrage de la Méduse : drame radiophonique, 1934, 16 p. (lire en ligne [PDF]).
- Charles Desnoyer, Le Naufrage de la Méduse : drame en cinq actes, Paris, Marchant, coll. « Magasin théâtral, choix de pièces nouvelles », 1839, 36 p., in-8° (lire en ligne sur Gallica, lire en ligne [PDF]). — Créé le 27 avril 1839, au théâtre de l'Ambigu-Comique (Paris). Autre éd. : Id., Paris, Barbé, 1864, 16 p., in-f° (lire en ligne sur Gallica [PDF]). La chanson Le Bien vient en naviguant qui figure dans cette pièce a été mise en musique par Adolphe Vaillard ; elle a fait l’objet d’une publication séparée (cf. Œuvres musicales). On trouve des détails sur la mise en scène de cette pièce dans : Louis Palianti, Collection de mises en scène de grands opéras et d’opéras-comiques…, no  69 : Le Naufrage de la Méduse, drame en cinq actes, Paris, chez l’auteur, s. d., in-8°.
- Simone Dubreuilh (texte) et Guy Bernard (musique), Le Radeau de la Méduse : pièce radiophonique… d’après les témoignages des survivants et les minutes du procès de Hughes Duroy de Chaumareys, 1956, 99 p., tapuscrit in-8°. — Pièce (d’après Léon Delabie) diffusée sur Paris Inter, le 29 octobre 1956, dans l’émission Le Théâtre de minuit (réal. René Wilmet). Ce texte semble n’avoir jamais été imprimé.
- Pierre Dukay, Le Naufrage de la Méduse, Paris, Éd. J. Tallandier, coll. « À travers l’univers : aventures vécues de mer et d’outre-mer » (no 12), 1932, 124 p., in-8°, texte sur 2 col.
- Éric Emptaz, La Malédiction de la Méduse : roman, Paris, Éd. B. Grasset, 2005, 295 p., in-8° (ISBN 2-246-54751-2). — Rééd. la même année (Paris, Le Grand livre du mois).
- Valérie Favre, Les Restes de la Méduse, Amiens, Musée de Picardie, 1997, 72 p., in-8° (ISBN 978-2-907643-75-7). — Peintures exposées au musée de Picardie (28 mars - 1er juin 1997).
- Léon Gozlan, « Dernier épisode du naufrage de la Méduse », dans Les Méandres : romans et nouvelles, Paris, Werdet, 1837, in-8°. — Réédition : « Dernier épisode du naufrage de la Méduse », dans Les Méandres : contes et nouvelles, Paris, Éd. Victor Lecou, 1851, in-8 (lire en ligne sur Gallica [PDF]), p. 191-203.
- Lionel Guibout (illustrateur) et Henri Savigny (auteur), Méduse, S. l., aux dépens des 25, 2000, 76 p., in-f°. Tirage : 106 ex. numérotés, dont quinze ex. hors commerce, sur vélin de Lana. Les lithographies de Lionel Guibout ont été reprises dans :
- Lionel Guibout (illustrateur) et Michel Tournier (auteur), Le Radeau de la Méduse, Venise, Galleria del Leone, 2002, 83 p., in-f° (présentation en ligne). — Textes inédits de Michel Tournier. Tirage : 109 ex. numérotés et signés par l’aut. et l’artiste, dont 9 ex. hors commerce, sur Lana royal blanc. La relation de Savigny ne figure plus dans ce volume.
- Jacques Henric, Méduse, scènes de naufrage : théâtre, Creil, Impr. Dumerchez, coll. « Skêné », 1993, 95 p., in-8° (ISBN 2-904925-29-5). — Tirage : onze ex. numérotés sur Rivoli et 689 ex. sur Centaure ivoire.
- Jean-François Hutin, Le Complot de la Méduse : roman, Paris, Éd. Glyphe, 2010, 406 p., in-8° (ISBN 978-2-35285-067-0).
- Auguste Jouhaud et Henri Thiéry, Le Naufrage de la Méduse : folie-vaudeville en un acte, Paris, Éd. L. A. Gallet, 1839, 8 p., in-4°, texte sur 2 col. (lire en ligne sur Gallica [PDF]). — Créé le 18 mai 1839, au théâtre du Temple (Paris).
- Georg Kaiser (trad. de l'allemand par Huguette et René Radrizzani), Le Soldat Tanaka ; Le Radeau de la Méduse ; Napoléon à la Nouvelle-Orléans [« Der Soldat Tanaka ; Das Floss der Medusa ; Napoleon in New Orleans »], Paris, Éd. Fourbis, coll. « SH », 1997, 256 p., in-12 (ISBN 2-84217-014-8). — Théâtre.
- Dorothée Koechlin de Bizemont, Écris, Charlotte ! : journal d’une rescapée de la Méduse, Rennes, Marines éditions, 2010, 184 p., in-8° (ISBN 978-2-35743-059-4). — Roman inspiré par l’histoire de Charlotte Dard, née Picard (cf. Témoignages).
- Martine Le Coz, Le Nègre et la Méduse : roman, Monaco, Éd. du Rocher, coll. « Littérature », 1999, 233 p., in-8° (ISBN 2-268-03326-0).
- Jeanne Leroy-Denis, La Tragique aventure de la Méduse : drame en trois actes et quatre tableaux, pour hommes seuls, Niort, Éd. H. Boulord, coll. « Mon théâtre », 1934, 68 p., in-12.
- André Lichtenberger, « Le Naufrage de la Méduse : variété inédite », Les Œuvres libres : recueil littéraire mensuel ne publiant que de l’inédit, Paris, Éd. A. Fayard, no 120,‎ juin 1931.
- Charles de Livry, Adolphe de Leuven et Auguste Pittaud de Forges (d’après Eugène Sue), La Salamandre : comédie-vaudeville en 4 actes…, Paris, Éd. Barba, 1834, 62 p., in-8°. — Créée le 16 juin 1834, au théâtre du Palais-Royal (Paris). Pièce tirée du roman La Salamandre, publié par Eugène Sue en 1832 (voir plus bas la notice détaillée).
- « Le Naufrage de la Méduse », dans Choix de légendes populaires (anonyme), t. 3, Paris, Éd. Martinon, 1861, grd in-8° (lire en ligne sur Gallica [PDF]), p. 65-96. — Les p. 90-96 sont occupées par des Notes et éclaircissements historiques : Traités de 1815 en ce qui concerne les possessions de la France sur la côte occidentale d’Afrique ; Liste officielle du personnel de l’expédition envoyée en juin 1816… pour reprendre possession des établissements français sur la côte occidentale d’Afrique ; Composition de la division navale chargée de porter cette expédition au Sénégal ; Ordre textuel donné au commandant du brick l’Argus, M. de Parnajon, chargé d’aller à la recherche des naufragés ; Noms des quinze personnes trouvées vivantes sur le radeau.
- Naufrage de la Méduse, raconté par Mam’Gibou, chanté par M. Gustave, Paris, Impr. de Stahl, 1839, in-12.
- Mary-Jane Noël, Le Radeau de la Méduse : roman, Nice, Éd. Bénévent, coll. « Mercuria », 2005, 102 p., in-8° (ISBN 2-84871-757-2).
- Roger Planchon, Le Radeau de la Méduse ou Gustave et Théo, Villeurbanne, Théâtre national populaire, 1997, 82 p., in-8°. — Créé le 11 octobre 1995, au TNP (Villeurbanne).
- Jean Ristat, Le Naufrage de la Méduse : comédie héroïque, Paris, Éd. Gallimard, 1986, 217 p., in-8° (ISBN 2-07-070676-1). — Contient une bibliogr.
- Emilio Salgari et Luigi Motta, Le Naufrage de la Méduse, Paris, Éd. J. Ferenczi et fils, coll. « Les Romans d’aventures » (no 33), 1926, 80 p., in-8°, texte sur 2 col.
- Jérôme Savary (texte et mise en scène), Oratorio macabre du radeau de la Méduse : spectacle historique, 1967. — Créé le 2 octobre 1967, au Studio des Champs-Élysées (Paris). Ce texte semble n’avoir jamais été imprimé.
- Eugène Sue, La Salamandre : roman maritime, Paris, Éd. E. Renduel, coll. « Scènes, romans et histoires maritimes » (no IV), 1832, 2 vol. in-8° (présentation en ligne, lire en ligne sur Gallica [PDF]). — Nombreuses rééd. Texte également repris dans : Eugène Sue (éd. établie par Francis Lacassin), Romans de mort et d’aventures, Paris, Éd. R. Laffont, coll. « Bouquins », 1993, 1378 p. (ISBN 2-221-07518-8). Ce roman a fait l’objet d’une adaptation théâtrale : Charles de Livry, Adolphe de Leuven et Auguste Pittaud de Forges, La Salamandre : comédie-vaudeville en 4 actes (voir plus haut la notice détaillée).
- Jules Verne (ill. Jules Férat et Charles Barbant), Le Chancellor, Paris, Éd. J. Hetzel, coll. « Les Voyages extraordinaires », 1875, 172 p., grd in-8° (lire en ligne sur Gallica [PDF]). — Roman inspiré par le naufrage de la Méduse.
- François Weyergans, Le Radeau de la Méduse : roman, Paris, Éd. Gallimard, coll. « Blanche », 1983, 229 p., in-8° (ISBN 2-07-023772-9). — Récit du naufrage de la Méduse et de l’aventure des rescapés au début de ce roman ; l’action se déroule ensuite au XXe siècle.

### Œuvres musicales
- Victor Chéri et Alphonse Herman, Le Naufrage de La Méduse : quadrille pour piano, Paris, Éd. A. Jaquot, 1864, in-f°. — Partition imprimée.
- Marc Delmas et Francis Popy, Le Naufrage de La Méduse : agitato dramatique pour naufrages, tempêtes, catastrophes et toutes scènes mouvementées dramatiques, Paris, Éd. E. Gaudet, 1926. — Partition imprimée.
- Charles Desnoyer (parolier) et Adolphe Vaillard (compositeur), Le Bien vient en naviguant ! : ronde chantée dans « Le Naufrage de La Méduse », Paris, Éd. L. Vieillot, 1864, In-f°. — Partition imprimée. Chanson extraite de : Charles Desnoyer, Le Naufrage de La Méduse : drame en cinq actes, Paris, Marchant, 1839 (cf. Littérature, fiction).
- Fernand Disle (texte et paroles), Sur le radeau de La Méduse : scène tragico-comique, Paris, Éd. Chavat et Girier, 1904, 2 p., grd in-8o. — Partition imprimée.
- Hans Werner Henze (compositeur) et Ernst Schnabel (texte), Le Radeau de La Méduse, Hambourg, Éd.Deutsche Grammophon, 1969, 2 disques 33 t.
- Henri Martelli, Le Radeau de La Méduse op. 91 : poème symphonique pour orchestre, 1957, 4 p., in-8o. — Partition manuscrite au crayon, signée et datée « 26 novembre 1957 ». Semble n’avoir jamais été imprimée.
- Pablo Picasso (interprété par Bernard Ascal et Cécile Charbonnel), « Le Radeau de La Méduse », dans Poèmes & propos, Paris,  Éd. EPM, 2014 (écouter en ligne). — Enregistrement sonore.
- Auguste Pilati et Friedrich von Flotow (compositeurs) et les Frères Cogniard (paroliers), Le Naufrage de La Méduse : opéra en 4 actes, Paris, Éd. Meissonnier et Heugel, 1840, 194 p., grd in-8° (lire en ligne [PDF]). — Créé le 31 mai 1839, au Théâtre de la Renaissance (Paris). Cette publication peut être complétée par : Jean-Baptiste-Joseph Tolbecque (compositeur), Le Naufrage de La Méduse, musique de A. Pilati et de Flotow : nouveau quadrille brillant (voir plus bas la notice détaillée). On trouve des détails sur la mise en scène de cet opéra dans : Louis Palianti, Collection de mises en scène de grands opéras et d’opéras-comiques…, no  124 : Le Naufrage de La Méduse, opéra en 4 actes, Paris, Impr. de E. Brière, s.d., in-8o.
- Jean-Baptiste-Joseph Tolbecque (compositeur), Le Naufrage de La Méduse, musique de A. Pilati et de Flotow : nouveau quadrille brillant, Paris, Éd. A. Meissonnier et J.-L. Heugel, 1840, in-f°. — Voir plus haut la notice détaillée concernant l’opéra d’Auguste Pilati et de Friedrich von Flotow.

### Filmographie
- Le Radeau de la Méduse, film d'Iradj Azimi avec Jean Yanne, Daniel Mesguich et Claude Jade, tourné de 1987 à 1991, sorti en 1998.
- The Medusa, film de Peter Webber (2018) avec Jesse Eisenberg, Pierce Brosnan et Vanessa Redgrave.
- La véritable histoire du Radeau de la Méduse, docu-fiction d'Herle Jouon, (90 min) diffusé sur ARTE le 21 mars 2015. La reconstitution du radeau (« La Machine »), réalisée à l'occasion de ce téléfilm, est désormais exposée dans la cour du musée national de la Marine de Rochefort.